# Adrián López Garrido
Adrián López Garrido, nacido el 21 de marzo de 1990 en Moratalla (Murcia) es un exciclista profesional español y actualmente entrenador y director deportivo en el equipo INEOS Grenadiers.

## Biografía

### Categorías inferiores
El murciano comenzó su trayectoria deportiva con 11 años de edad. Su etapa cadete la cubrió en el Bernardo González, de Jumilla, y en júnior en el Mircomar, durante esta etapa participó en los europeos y mundiales de pista, consiguiendo el récord de España en persecución por equipos (4:15:483) junto a Albert Torres, Ramón Domene y Sergi Esteve en la localidad polaca de Pruszków. Posteriormente estuvo dos temporadas en el Seguros Bilbao amateur, para fichar por el Andalucía. Después de tres temporadas en categoría sub-23, se convierte en el tercer español que da el salto al profesionalismo para el año 2013.

### Ciclismo profesional
Para la temporada 2013, el equipo luso Radio Popular-Onda, de categoría Continental le firmó para una temporada dando así el salto al profesionalismo.

## Palmarés
2012
- Campeón de la Copa de España sub-23 con el Andalucía Cajasur.

2011
- 6º Campeonato de España en línea sub-23.

2010
- Campeón de la copa de España del porvenir sub-21 con el Seguros Bilbao.

2009
- 1º general vuelta ciclista a Valladolid.

## Equipos
- Radio Popular-Onda (2013)